# 563
Évszázadok: 5. század – 6. század – 7. század
Évtizedek: 510-es évek – 520-as évek – 530-as évek – 540-es évek – 550-es évek – 560-as évek – 570-es évek – 580-as évek – 590-es évek – 600-as évek – 610-es évek
Évek: 558 – 559 – 560 – 561 –  562 – 563 – 564 – 565 – 566 – 567 – 568

## Események

### Bizánci Birodalom
- Iusztinianosz császár megkegyelmez az árulás vádjával bebörtönzött Belisariusnak, visszaadja vagyonát és engedi hogy békében visszavonuljon.
- Ióannész Rhógathinosz észak-afrikai prefektus meggyilkoltatja Kutzinasz berber törzsfőt és emiatt felkelés tör ki.

### Európa
- A Genfi-tó keleti végében egy földcsuszamlás elzárja a Rhône folyó medrét, majd amikor a gát átszakad, árhullámot kelt a tó egész partvidékén. Lausanne-t 12, Genfet 8 méter magas szökőár pusztítja el, az utóbbi városban a lakóépületeken kívül lerombol egy hidat és számos malmot.
- Szent Columba 12 társával Írországból Skóciába költözik, ahol Iona szigetén kolostort alapít és megkezdi a piktek térítését.

## Születések
- Kaiszareiai András, bizánci teológus
- Chindaswinth, vizigót király

## Halálozások
- Kutzinasz, berber törzsfő

## Fordítás
- Ez a szócikk részben vagy egészben  a(z)   563 című angol Wikipédia-szócikk ezen változatának fordításán alapul.  Az eredeti cikk szerkesztőit annak laptörténete sorolja fel. Ez a jelzés csupán a megfogalmazás eredetét és a szerzői jogokat jelzi, nem szolgál a cikkben szereplő információk forrásmegjelöléseként.